# سیکلودکسترین

ساختار شیمیایی سه نوع اصلی سیکلودکسترین.

سیکلودکسترینها خانواده‌ای از الیگوساکاریدهای حلقوی هستند که متشکل از یک حلقه ماکروسیکلی شامل زیر واحدهای گلوکز است که توسط پیوندهای آلفا-۴٬۱ گلیکوزیدی به هم متصل می‌شوند. سیکلودکسترین‌ها از طریق نشاسته با تبدیل آنزیمی تولید می‌شوند. از آن‌ها در صنایع غذایی، دارویی، دارورسانی و صنایع شیمیایی و همچنین مهندسی کشاورزی و محیط زیست استفاده می‌شود. 
سه نوع اصلی این گروه از ترکیبات عبارت است از:
- α (آلفا) -سیکلودکسترین : ۶ زیر واحد گلوکز
- β (بتا) -سیکلودکسترین : ۷ زیر واحد گلوکز
- γ (گاما) -سیکلودکسترین : ۸ زیر واحد گلوکز